# オーリンズ郡 (ニューヨーク州)
オーリンズ郡（英: Orleans County）は、アメリカ合衆国ニューヨーク州の西部に位置する郡である。2010年国勢調査での人口は42,883人であり、2000年の44,171 人から2.9%減少した。郡庁所在地はアルビオン村（人口6,056人）であり、同郡で人口最大の自治体でもある。郡名はフランスのオルレアン家から採られた。
オーリンズ郡はロチェスター大都市圏に属している。

## 歴史
1683年にニューヨーク植民地で郡が作られたとき、現在のオーリンズ郡地域はオールバニ郡に属していた。これは巨大な郡であり、ニューヨーク州北部とバーモント州の全てを含んでおり、さらに理論的には西の太平洋岸まで広がっていた。1766年7月3日に、カンバーランド郡を分離し、1770年3月16日にグロスター郡を分離したが、どちらも現在はバーモント州に含まれている。
1772年3月12日、オールバニ郡の残りが3つに分割され、1つはオールバニ郡の名前で残った。1つは西部に作られたトライアン郡だった。トライアン郡の東部境界は現在のスケネクタディ市の西約5マイル (8 km) にあり、アディロンダック山地の西側と、デラウェア川西支流より西の領域を含んでいた。トライオン郡に指定された地域には現在のニューヨーク州37郡が入っている。ニューヨーク植民地総督のウィリアム・トライアンに因んで名付けられた。

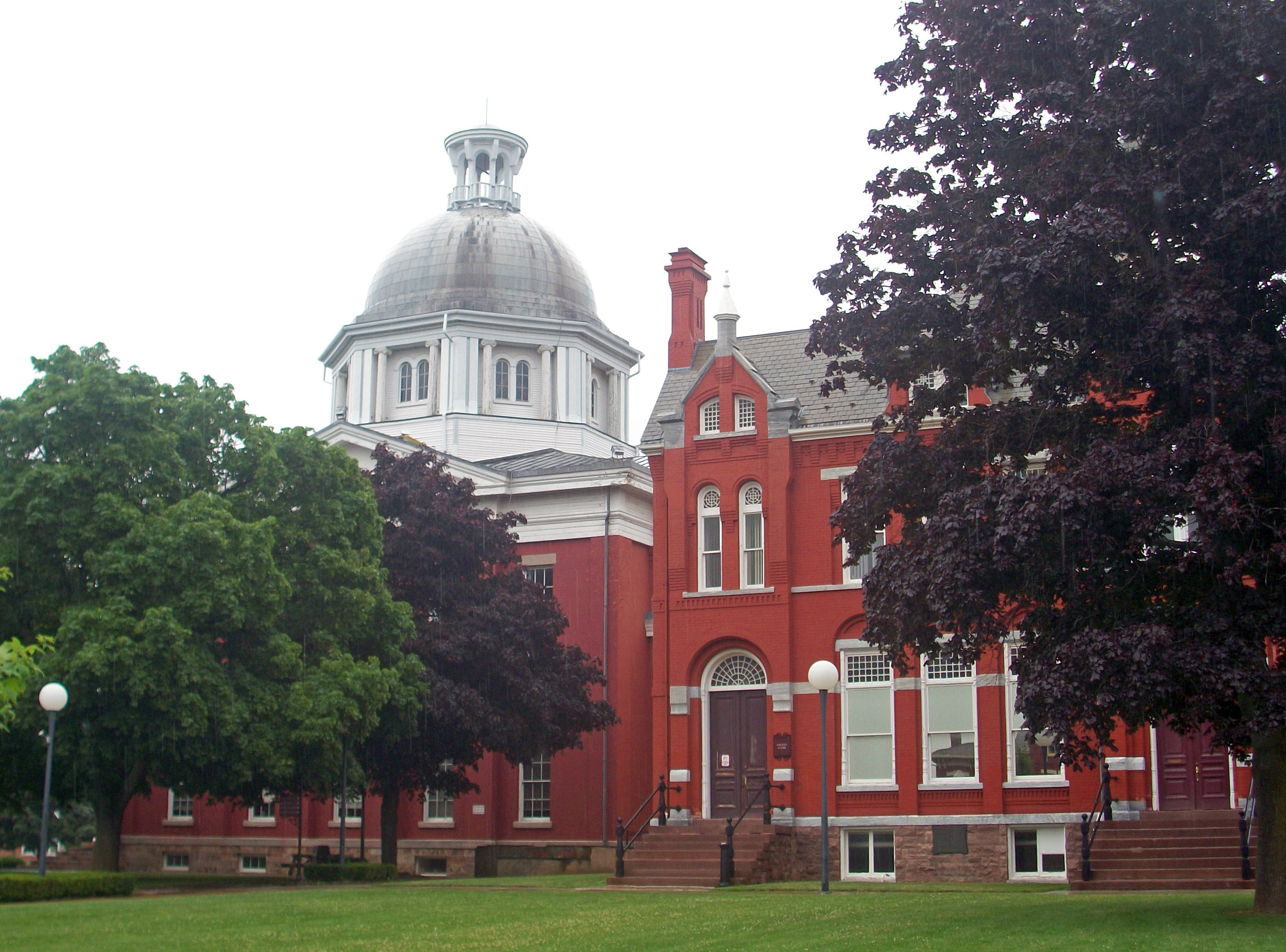
アルビオンにある郡庁舎と事務官事務所

1776年に先立つ年に、トライアン郡のロイヤリストは大半がカナダに逃亡した。1784年、アメリカ独立戦争を終わらせた条約締結に続いて、トライアン郡はモンゴメリー郡に改名された。これは独立戦争時の将軍リチャード・モントゴメリーに因む命名だった。モントゴメリーはカナダで数か所を占領した後、ケベック市攻略中に戦死した。憎まれたイギリスの総督に代わる命名だった。
1789年にモリス・リザーブを設立した結果として、モンゴメリー郡からオンタリオ郡が分離した。
1802年にはホランド買収の結果としてオンタリオ郡からジェネシー郡が分離した。ジェネシー郡は現在の領域よりかなり大きく、現在のアリゲイニー郡、カタラウガス郡、シャトークア郡、エリー郡、ナイアガラ郡、オーリンズ郡、ワイオミング郡と、リビングストン郡、モンロー郡の一部を含んでいた。
1806年、ジェネシー郡からアリゲイニー郡が分離した。1808年、さらにカタラウガス郡、シャトークア郡、ナイアガラ郡が分離された。当時のナイアガラ郡には現在のエリー郡が含まれていた。
1821年、ジェネシー郡は再度その一部を分離しオンタリオ郡の一部と併せることでリビングストン郡とモンロー郡を作った。この時点までにジェネシー郡は1802年設立の時に比べてかなり領域を減らしていたが、それでもオーリンズ郡とワイオミング郡の領域は含んでいた。
1824年、オーリンズ郡がジェネシー郡から分離して設立された。

## 地理
アメリカ合衆国国勢調査局に拠れば、郡域全面積は817平方マイル (2,120 km2)であり、このうち陸地391平方マイル (1,010 km2)、水域は426平方マイル (1,100 km2)で水域率は52.12%である。水域率が高いのは北のオンタリオ湖のカナダ＝アメリカ合衆国国境までを含むからである。国境は湖の中央を走っている。オーリンズ郡の湖岸から国境までの距離は、湖岸から南のジェネシー郡境までの距離よりも長い。よって水域面積の方が陸地面積よりも多くなっている。
オーリンズ郡はニューヨーク州西部にあり、バッファロー市の北東、ロチェスター市の西、オンタリオ湖の南岸に位置している。
エリー運河が郡の中央を東西に通っている。

### 主要高規格道路
- ニューヨーク州道18号線
- ニューヨーク州道31号線
- ニューヨーク州道63号線
- ニューヨーク州道98号線
- ニューヨーク州道104号線
- ニューヨーク州道85号線
- オンタリオ湖州立パークウェイ

### 隣接する郡
- モンロー郡 - 東
- ジェネシー郡 - 南
- エリー郡 - 南西
- ナイアガラ郡 - 西

### 国立保護地域
- イロコイ国立野生生物保護区（部分）

## 郡政府と政治
オーリンズ郡は7人の議員による議会が統治しており、議会は議長が主宰している。
ニューヨーク州議会下院では第139選挙区に、上院では第62選挙区に入っている。アメリカ合衆国下院議員ではニューヨーク州第27選挙区に入っており、2013年時点では共和党員を選出している。
司法では次の区に入っている。
- ニューヨーク州最高裁判所第8司法地区
- ニューヨーク州最高裁判所控訴部門第4地区

## 人口動態
以下は2000年国勢調査による人口統計データである。
| 基礎データ - 人口: 44,171 人 - 世帯数: 15,363 世帯 - 家族数: 10,846 家族 - 人口密度: 44人/km2（113人/mi2） - 住居数: 17,347 軒 - 住居密度: 17軒/km2（44軒/mi2） 人種別人口構成 - 白人: 89.12% - アフリカン・アメリカン: 7.31% - ネイティブ・アメリカン: 0.46% - アジア人: 0.32% - 太平洋諸島系: 0.03% - その他の人種: 1.54% - 混血: 1.21% - ヒスパニック・ラテン系: 3.89% 先祖による構成 - ドイツ系：20.3% - イギリス系：18.3% - イタリア系：10.8% - アイルランド系：10.3% - アメリカ人：9.4% - ポーランド系：7.3% 言語による構成 - 英語：96.0% - スペイン語：3.0% | 年齢別人口構成 - 18歳未満: 26.2% - 18-24歳: 8.2% - 25-44歳: 31.3% - 45-64歳: 21.9% - 65歳以上: 12.4% - 年齢の中央値: 36歳 - 性比（女性100人あたり男性の人口） - 総人口: 98.3 - 18歳以上: 95.2 世帯と家族（対世帯数） - 18歳未満の子供がいる: 35.0% - 結婚・同居している夫婦: 54.3% - 未婚・離婚・死別女性が世帯主: 11.2% - 非家族世帯: 29.4% - 単身世帯: 23.7% - 65歳以上の老人1人暮らし: 10.7% - 平均構成人数 - 世帯: 2.65人 - 家族: 3.13人 収入と家計 - 収入の中央値 - 世帯: 37,972米ドル - 家族: 42,830米ドル - 性別 - 男性: 32,450米ドル - 女性: 22,605米ドル - 人口1人あたり収入: 16,457米ドル - 貧困線以下 - 対人口: 10.8% - 対家族数: 7.7% - 18歳未満: 15.0% - 65歳以上: 5.2% |

## 町と村

オーリンズ郡の自治体配置図

- アルビオン (village) - 郡庁所在地
- アルビオン町
- バーレ町
- カールトン町
- クラレンドン町
- ゲインズ町
- ホリー村
- ケンドール町
- リンドンビル村
- メディナ村
- マレー町
- リッジウェイ町
- シェルビー町
- イエーツ町

## 公園とレクリエーション
- イロコイ国立野生生物保護区
- レイクサイドビーチ州立公園
- オーク・オーチャード州立水上公園
- オーク・オーチャード野生生物管理地域
- トナワンダ野生生物管理地域

## 教育
郡内には5つの教育学区がある。ただし、ある学区は隣接する郡内まで伸びており、他郡の学区にはオーリンズ郡内に入ってきているものもある。5つの学区を西から順に挙げる。
- リンドンビル中央教育学区、西側3分の1の北半分、リンドンビル村とイエーツ町、リッジウェイ町が入る
- メディナ中央教育学区、西側3分の1の南半分、メディナ村とリッジウェイ町、シェルビー町が入る
- アルビオン中央教育学区、中央3分の1、アルビオン村と、カールトン、ゲインズ、アルビオン、バーレの各町が入る
- ケンドール中央教育学区、東3分の1の北半分、ケンドール町とマレー町が入る
- ホリー中央教育学区、東3分の1の南半分、ホリー村とマレー町、クラレンドン町が入る

郡内の高等教育機関としては、アルビオンとメディナにあるジェネシー・コミュニティカレッジの分校である。

## 特記事項
オーリンズ郡が設立されたときに郡名をアンドリュー・ジャクソンとジョン・アダムズのどちらに因んで名付けるか揉めた。結果はオーリンズを選ぶことで収まった。
メディナに近いエリー運河暗渠は、エリー運河が唯一跨ぐ道路である。